# Пожарниця (Вілейський район)
Пожарниця (біл. вёска Пажарніца) — село в складі Вілейського району Мінської області, Білорусь. Село підпорядковане Довгинівській сільській раді, розташоване в північній частині області.

## Історія
У 1921–1945 роках село знаходилось у Польщі, у Вільнюській воєводстві, Вілейського повіту, гміні Довгиново.

## Населення
- 1866 рік - 23 люди, 3 будинки[1]
- 1921 рік - 57 люди, 9 будинки[2].
- 1931 рік - 61 люди, 10 будинки[3].